# Lista siturilor arheologice din județul Covasna - G
Lista siturilor arheologice din județul Covasna - G conține toate siturile arheologice din județul Covasna înscrise în Repertoriul Arheologic Național (RAN) și aflate în localități al căror nume începe cu litera G. RAN este administrat de Ministerul Culturii și Patrimoniului Național și cuprinde date științifice, cartografice, topografice, imagini și planuri, precum și orice alte informații privitoare la zonele cu potențial arheologic, studiate sau nu, încă existente sau dispărute.
Puteți căuta un sit din localitățile care încep cu litera G folosind formularul de mai jos sau puteți naviga prin toate siturile din județ la Lista siturilor arheologice din județul Covasna.
| Cod RAN                               | Denumire | Localitate                      | Adresă                    | Datare                             | Descoperit     | Coordonate                                   | Imagine           | Erori            |
| ------------------------------------- | --- | ------------------------------- | ------------------------- | ---------------------------------- | -------------- | -------------------------------------------- | ----------------- | ---------------- |
| 64354.01.01 (Cod LMI: CV-I-s-A-13085) | Așezarea din epoca bronzului de la Ghidfalău / ansamblu anonim (Categorie: locuire civilă) (Tip: Așezare)                              | sat Ghidfalău, comuna Ghidfalău |                           |                                    |                |                                              | Încărcați imagine | Raportați eroare |
| 64327.01.01                           | Fortificația de la Ghelința - "Vârful cetății celei mari" / ansamblu anonim (Categorie: fortificație) (Tip: Fortificație)              | sat Ghelința, comuna Ghelința   | Vârful cetății celei mari |                                    |                |                                              | Încărcați imagine | Raportați eroare |
| 64327.03                              | Tezaurul de argint geto-dacic de la Ghelința (Categorie: depozit/tezaur) (Tip: tezaur)                                                 | sat Ghelința, comuna Ghelința   |                           | sec.I î.Chr - I d.Chr.             |                |                                              | Încărcați imagine | Raportați eroare |
| 64327.03.01                           | Tezaurul de argint geto-dacic de la Ghelința / ansamblu anonim (Categorie: depozit/tezaur) (Tip: tezaur)                               | sat Ghelința, comuna Ghelința   |                           | geto-dacică sec.I î.Chr - I d.Chr. |                |                                              | Încărcați imagine | Raportați eroare |
| 64354.02.01                           | Așezarea din epoca migrațiiilor de la Ghidfalău - "Șanțul Adânc" / ansamblu anonim (Categorie: locuire civilă) (Tip: Așezare)          | sat Ghidfalău, comuna Ghidfalău | Șanțul Adânc              | sec. IV                            |                |                                              | Încărcați imagine | Raportați eroare |
| 64354.03.01                           | Așezarea geto-dacică de la Ghidfalău - "Bedehaza" / ansamblu anonim (Categorie: locuire civilă) (Tip: Așezare)                         | sat Ghidfalău, comuna Ghidfalău | Bedehaza                  | Starčevo - Criș - IIIB             | F. Laszlo 1912 | 45°53′30″N 25°49′45″E / 45.89175°N 25.8292°E | Încărcați imagine | Raportați eroare |
| 64354.03.02                           | Așezarea geto-dacică de la Ghidfalău - "Bedehaza" / ansamblu anonim (Categorie: locuire civilă) (Tip: Așezare)                         | sat Ghidfalău, comuna Ghidfalău | Bedehaza                  | Wietenberg                         | F. Laszlo 1912 | 45°53′30″N 25°49′45″E / 45.89175°N 25.8292°E | Încărcați imagine | Raportați eroare |
| 64354.03.03                           | Așezarea geto-dacică de la Ghidfalău - "Bedehaza" / ansamblu Bordeie dacice (Categorie: locuire civilă) (Tip: bordeie)                 | sat Ghidfalău, comuna Ghidfalău | Bedehaza                  | geto-dacică                        | F. Laszlo 1912 | 45°53′30″N 25°49′45″E / 45.89175°N 25.8292°E | Încărcați imagine | Raportați eroare |
| 64354.03.04                           | Așezarea geto-dacică de la Ghidfalău - "Bedehaza" / ansamblu Necropola dacică (Categorie: locuire civilă) (Tip: Necropoă de înhumație) | sat Ghidfalău, comuna Ghidfalău | Bedehaza                  | dacică sec. II-I î.Hr.             | F. Laszlo 1912 | 45°53′30″N 25°49′45″E / 45.89175°N 25.8292°E | Încărcați imagine | Raportați eroare |
| 64354.03.05                           | Așezarea geto-dacică de la Ghidfalău - "Bedehaza" / ansamblu Depozite de vase (Categorie: locuire civilă) (Tip: Depozit)               | sat Ghidfalău, comuna Ghidfalău | Bedehaza                  | dacică sec. II-I î.Hr.?            | F. Laszlo 1912 | 45°53′30″N 25°49′45″E / 45.89175°N 25.8292°E | Încărcați imagine | Raportați eroare |
| 64354.03.06                           | Așezarea geto-dacică de la Ghidfalău - "Bedehaza" / ansamblu anonim (Categorie: locuire civilă) (Tip: Mormânt)                         | sat Ghidfalău, comuna Ghidfalău | Bedehaza                  | Starcevo - Criș                    | F. Laszlo 1912 | 45°53′30″N 25°49′45″E / 45.89175°N 25.8292°E | Încărcați imagine | Raportați eroare |